# 王抟
王抟（9世纪—900年7月12日），字昭逸，爵封鲁国公，中国唐朝官员，唐昭宗年间的895—900年间为宰相。光化三年（900年），他有权势的同僚宰相崔胤诬告他勾结宦官，他被昭宗賜死。

## 家世
王抟生年不详，祖上有两位宰相，即女主武则天年间拜相的十世祖王方庆和唐肃宗年间拜相的曾祖父王玙。王抟的祖父王及官至中书舍人，父亲王鐬官至右谏议大夫。

## 早期仕途
王抟中进士，直弘文馆，佐前宰相、义成军节度使、滑州刺史王铎为推官。王抟累迁苏州刺史，曾任兵部员外郎兼侍御史知杂事，后以户部侍郎判户部。景福二年（893年）十一月，加同平章事、中书侍郎。

## 拜相
乾宁元年（894年）十月，王抟被任为武安军节度使，但未赴任。二年（895年）三月，昭宗任宰相崔胤为护国军节度使意图收回朝廷对护国军的控制，复任王抟为中书侍郎，授同中书门下平章事，以代崔胤，且仍判户部。王抟虽明达有度量，并被时人称为良相，但作为宰相时的举措却几无记载，仅知曾进和诗及请求立何淑妃为皇后。威胜军节度使董昌称大越罗平帝，五月，昭宗令镇海军节度使钱镠讨之，王抟作诏书。七月昭宗为避军阀凤翔军节度使李茂贞和静难军节度使王行瑜劫持，逃离京城长安而入秦岭时，王抟与其他宰相崔昭纬、徐彦若一同随驾。九月，在正议大夫、中书侍郎、同平章事任上被加金紫光禄大夫、户部尚书、门下侍郎、监修国史、判度支。
三年（896年）五月，昭宗杀崔昭纬，与崔昭纬同宗的中书侍郎同平章事崔胤因而作为崔昭纬党羽被罢相。同月，钱镠败杀后来取消帝号的董昌，从而控制威胜军。七月，昭宗因李茂贞再攻京城避难镇国军军部华州。王抟等宰相畏惧镇国军节度使韩建，不敢专断政事。八月，王抟以扶危匡国致理功臣、判度支、诸道盐铁转运等使、金紫光禄大夫、兼户部尚书、门下侍郎、平章事、监修国史、上柱国、琅琊郡开国公、食邑二千户的身份被任为检校户部尚书、检校尚书左仆射、同平章事、兼越州刺史、充威胜军节度、浙江东道管内观察处置宣抚等使、使持节越州诸军事守处州刺史，还未出发，又加检校尚书右仆射。但钱镠并不愿让出威胜军，令两浙吏民上表请以钱镠兼领浙东。昭宗不得已，十月，召回王抟，王抟以扶危匡国致理功臣、新授武胜军节度、浙江东道管内观察处置兼宣抚等使、金紫光禄大夫、检校尚书右仆射、同中书门下平章事、使持节越州诸军事、越州刺史、上柱国、太原郡开国公、食邑二千户的身份被拜为光禄大夫、守吏部尚书、同中书门下平章事，以钱镠为镇海、威胜两军节度使。四年（897年），昭宗立皇子李𥙿为皇太子，王抟建议昭宗大赦天下以显隆重。王抟一度以扶危匡国致理功臣、光禄大夫、守吏部尚书、同中书门下平章事、上柱国、琅琊开国公、食邑二千户的身份被任为门下侍郎、兼吏部尚书、同中书门下平章事、监修国史、充诸道盐铁转运等使，后正拜右仆射，光化二年（899年）迁司空，封鲁国公。王抟表辞司空。
王抟曾上表谢昭宗加其食邑、实封及任自己为监修国史、盐铁使等。当年冬，上表请辞宰相及接任上表请求接任的岭南节度使嗣薛王李知柔。次年，再次为此上表。

## 身亡
此前崔胤和昭宗密谋屠戮宦官时，王抟害怕这样的谋划会引起朝臣和宦官的激烈对抗，建议谨慎。崔胤当时就诬告王抟奸邪，为枢密使朱道弼和景务修外应，后也怀疑自己先前在光化二年又一次罢相是被王抟所排挤，愈发恨王抟。三年（900年）六月，昭宗追究崔昭纬旧恶，崔胤受到牵连被遣出任清海军节度使，离京前，他又弹劾王抟。崔胤给盟友宣武军节度使朱全忠写信告知王抟说的话，并要朱全忠上表称崔胤应该留居相位。昭宗召崔胤回长安再拜为宰相，崔胤在朝中威权极盛，因徐彦若、王抟曾揭发崔昭纬而排挤他们，朱全忠也上书称王抟勾结宦官，王抟以特进、扶危匡国致理功臣、开府仪同三司、守司空、兼门下侍郎、同中书门下平章事、监修国史、判度支、上柱国、鲁国公、食邑三千户、食实封一百户的身份被贬为特进、工部侍郎。次日，又贬王抟为溪州刺史，又次日再贬崖州司户参军员外置同正员。同日，在蓝田驿赐死，朱道弼、景务修也皆被赐死。王抟推荐的中书舍人钱珝也被贬为抚州司马。

## 家庭

### 妻
- 杨氏，著有《女诫》一卷[43]及《伤子辞》

### 子
1. 王倜，字垂光，鄠尉，直弘文馆
2. 王倓，河南府文学
3. 王伦，校书郎[2]
4. 女王氏，嫁呂韜（呂蒙正墓志銘載）

### 后裔
- 七世孙王禀